# Öwez Öwezow
Öwez Öwezow (* 11. Juni 1997) ist ein turkmenischer Gewichtheber.
Er trat bei den Olympischen Sommerspielen 2020 in Tokio, die aufgrund der COVID-19-Pandemie 2021 stattfanden, an. In der Klasse bis 109 kg belegte er den 10. Rang.